# Ćamil Sijarić
Ćamil Sijarić (13. září 1913 Šipovice, Bijelo Polje, Království Černá Hora – 6. prosince 1989 Sarajevo, Socialistická federativní republika Jugoslávie) byl bosenskohercegovský spisovatel bosňáckého původu z Černé Hory.

## Biografie
Narodil se do zámožné zemědělské rodiny, ale již v dětském věku přišel o oba rodiče, otce Šabana a matku Elmazu rozenou Tucaković. O jeho výchovu pečoval jeho strýc Iljaz Sijarić. Základní školu dokončil v obci Godijevo u městečka Bijelo Polje. V letech 1927–1935 navštěvoval osmiletou Vyšší medresu krále Alexandra ve Skopji, z níž byl kvůli svým levicovým politickým názorům vyloučen. Poté studoval na gymnáziu ve srbském Vranje, na kterém roku 1936 také odmaturoval.
Studium práv dokončil roku 1940 v Bělehradě. Následně působil jako úředník v Sarajevu, Mostaru, Bosenské Gradišce a Banja Luce. Během války byl v kontaktu s komunistickými partyzány. V červenci 1945 se stal dopisovatelem zpravodajské agentury TANJUG, jako jeden z prvních novinářů navštívil koncentrační tábor v Jasenovci (o tom zanechal zprávu v knize Osvobozený Jasenovac, 1983), a současně tajemníkem Krajského soudu cti, lidového retribučního tribunálu, a Banjalucké rady národní cti.
Od roku 1946 pracoval v redakci banjaluckého listu Glas (Hlas) a nato jako dramaturg v Národním divadle v Banja Luce. V lednu 1947 jej povolává Ministerstvo školství Lidové republiky Bosny a Hercegoviny, brzy ale odchází do redakce periodika Pregled (Přehled), v květnu pak do Hlavního výboru Národní fronty a nakonec od dubna 1949 do března 1950 působí v redakci listu Zadrugar (Družstevník). Roku 1951 přešel do redakce Radia Sarajevo, v níž zůstal až do odchodu do penze roku 1983.
Za své literární práce byl roku 1962 vyznamenán cenou Spolku spisovatelů Bosny a Hercegoviny (Nagrada Društva pisaca Bosne i Hercegovine) a pak roku 1980 Cenou Iva Andriće (Andrićeva nagrada). Sijarić byl řádným členem Akademie věd a umění Bosny a Hercegoviny (dopisující člen od 1969, řádný od 1972) a Černohorské akademie věd a umění.
Ćamil se roku 1941 oženil se Sabinou Fehimović, učitelkou přírodních věd, s níž přivedl na svět syna Faruka (*17. 5.1942 v Mostaru), houslistu a pedagoga na sarajevské Hudební akademii, a dceru Olanu, pianistku a pedagožku na sarajevské Hudební akademii. Zemřel 6. prosince 1989 v Sarajevu poté, co jej smrtelně zranil automobil na přechodu pro chodce. Jeho tělesné ostatky byly uloženy na sarajevském hřbitově Bare.

## Dílo
- Ram bulja (Ram bulja, Sarajevo 1953), povídky
- Bihorci (Bihorci, Sarajevo 1956, 1961, 1963, 1964, Titograd 1963, 1966, Podgorica 1997, 2006), román, albánsky: Bihorasit (Prishtinë 1957), rusky: Bihorcy (Moskva 1962), makedonsky: Bihorci (Skopje 1977), švédsky: Folket i Bihor (Stockholm 2011)
- Zelen prsten na vodi (Zelený prsten na vodě, Sarajevo 1957), povídky
- Naša snaha i momci (Naše snacha a chlapci, Sarajevo 1962), povídky
- Kuću kućom čine lastavice (Domov domovem dělají vlaštovky, Sarajevo 1962), román, německy: Im Schatten des Urahnenbaums (Berlin 1966)
- Mojkovačka bitka (Bitva u Mojkovce, Sarajevo 1968, Cetinje 1994), román
- Putnici na putu (Poutníci na cestě, Sarajevo 1969), pak jako Na putu putnici (Na cestě jsou poutníci, Sarajevo 1970), povídky
- Sablja (Šavle, Titograd 1969), výbor povídek
- Zapisi o gradovima (Zápisky o městech, Sarajevo 1970, 1976, 2009), publicistický text
- Konak (Sarajevo 1970, 1989), román
- Kad djevojka spava, to je kao da mirišu jabuke (Když dívka spí, jako by voněla jablka, Sarajevo 1973), povídky
- Carska vojska (Císařské vojsko, Sarajevo 1976), román
- Raška zemlja Rascija (Rašská země Rascia, Sarajevo 1979), román
- Francuski pamuk (Francouzská bavlna, Sarajevo 1980), povídky
- Izabrane pripovijetke (Vybrané povídky, Tuzla 1980), výbor povídek
- Izabrana djela I–X: Bihorci, Kuću kućom čine lastavice, Mojkovačka bitka, Konak, Carska vojska, Raška zemlja Rascija, Ram-Bulja, Zelen prsten na vodi, Na putu putnici, Naša snaha i mi momci (Vybrané spisy, Sarajevo 1981), výbor
- Priče kod vode (Povídky od vody, Beograd 1982), výbor povídek
- Oslobođeni Jasenovac (Osvobozený Jasenovac, Sarajevo 1983), publicistický text
- Pripovijetke (Povídky, Sarajevo 1984/85), výbor povídek, red. Dejan Đuričković
- Rimski prsten (Římský prsten, Sarajevo 1985), výbor povídek
- Herceg-Bosno i tvoji gradovi (Herceg-Bosno a tvá města, Sarajevo 1986), publicistický text
- Pripovijetke (Povídky, Sarajevo 1987), výbor povídek, red. Branko Stojanović
- Lirika (Lyrika, Beograd 1988), výbor básní
- Miris lišća orahova (Vůně ořechového listí, Sarajevo 1989, rozš. Sarajevo 1991, 2004), výbor povídek
- Drvo kraj akova (Strom u vědra, Nikšić 1990, Sarajevo 2004), výbor povídek
- Koliba na nebu (Koliba v nebi, Banja Luka 1990), výbor básní
- Izabrana djela I–IX: Bihorci, Kuću kućom čine lastavice, Mojkovačka bitka, Konak, Carska vojska, Raška zemlja Rascija, Pripovijetke I, Pripovijetke II, Zapisi, Poezija (Vybrané spisy, Sarajevo 1991), výbor
- Sve je nekad zborilo (Vše kdysi vyprávělo, Sarajevo 1991), výbor povídek
- O pripovijetkama Ćamila Sijarića i izbor pripovjedaka (O povídkách Ćamila Sijariće a výbor povídek, Ljubljana 1995), výbor povídek
- Pripovijetke (Povídky, Sarajevo 2000), výbor povídek, red. Nikola Kovač
- Pripovijetke (Povídky, Sarajevo 2000), výbor povídek, red. Muhidin Džanko
- Izabrana djela I–IX: Bihorci, Pripovijetke I, Pripovijetke II, Konak, Raška zemlja Rascija, Putovati znači vidjeti, Lirika (Vybrané spisy, Sarajevo 2008), výbor